# Artus Gheerdinck
Artus Gheerdinck ook wel Artur Geerdincx, Geerdinck (circa 1564- Amsterdam, begraven 9 juni 1624) was een Nederlands klavecimbelbouwer van Antwerpse komaf.
Hij werkte van circa 1595 tot 1624 als beiaardier in Amsterdam bij de Oude Kerk (trouwde aldaar in 1598). In die tijd speelde ook Jan Pieterszoon Sweelinck daar ook als organist. Gheerdinck werkte vanuit een werkplaats op zolder van het Noorderportaal, en stemde beide kerkorgels, maar woonde ook in een huisje aan de noordkant van de kerk (later in 1661 afgebroken). Van Artus is slechts een uit 1605 stammend virginaal bewaard gebleven. Het vier octaven omvattende muziekinstrument is te bewonderen in het Germanisches Nationalmuseum in Neurenberg (Inventory No. MINe 95). Er is het vermoeden dat ook een ander klavecimbel door hem is gemaakt, maar dat wordt momenteel toegeschreven aan Hans Ruckers (het bevindt zich eveneens in genoemd museum).
In Amsterdam was later in de 17e eeuw nog een Harmanus Gheerdinck bekend als klavecimbelbouwer, het is zeer waarschijnlijk de zoon van Artus en opvolger van Artus. Artus Geerdinck ligt begraven in de Oude Kerk in de kooromgang, graf 55.